# Chamaram-me Cigano
Chamaram-me Cigano é um EP de José Afonso, editado a partir do LP Cantares de Andarilho, lançado em 1968.

## Faixas
| N.º | Título                       | Compositor(es)             | Duração |  |
| 1.  | "Chamaram-me Cigano"         | José Afonso                |         |  |
| 2.  | "Senhora do Almortão"        | Popular/José Afonso        |         |  |
| 3.  | "O Tecto na Montanha"        | José Afonso                |         |  |
| 4.  | "Endechas a Bárbara Escrava" | Luis de Camões/José Afonso |         |  |